# Carlos Thays
Carlos Thays o Jules Charles Thays, según su acta de nacimiento, (París, 20 de agosto de 1849 – Buenos Aires, 31 de enero de 1934) fue un arquitecto, naturalista, paisajista, urbanista, escritor y periodista francés, que realizó la mayor parte de su obra en Argentina y varias relevantes en Uruguay.
Llegó a Argentina en 1889 para llevar a cabo el Parque Sarmiento de la ciudad de Córdoba.
La mayor parte de su obra la hizo como Director de Paseos de la ciudad de Buenos Aires desde 1891 hasta 1920 concretó y remodeló la mayoría de espacios verdes que fueron determinantes para la conformación de la imagen urbana (parques 3 de Febrero, Los Andes, Florentino Ameghino, Colón, Patricios, Chacabuco, Parque Leonardo Pereyra (Barracas, Buenos Aires), Centenario, Lezama, Avellaneda, Intendente Alvear y Parque Barrancas de Belgrano así como las plazas del Congreso, Plaza de Mayo, Rodríguez Peña, Solís, Castelli, Brown, Balcarce y otras). Construyó jardines para muy diversos edificios públicos e hizo arbolar las calles con 150.000 ejemplares.
También realizó obras paisajísticas de importancia en el resto del país destacándose el proyecto del Parque de la Independencia  en Rosario, Paraná, Mendoza, Tucumán, Salta y Mar del Plata y construyó parques para residencias y estancias.En el interior del país su mayor obra fue el "Parque 9 de julio" en la Capital tucumana, el cual es el mayor espacio verde urbano (parque) de todo el norte argentino.
Además de sus numerosas acciones en el urbanismo también desarrolló una gran actividad protegiendo el patrimonio natural al promover la creación del que sería el segundo parque nacional en la Argentina (el Iguazú), incentivando los estudios científicos con la formación del Jardín Botánico de Buenos Aires como centro científico de primer nivel mundial y estudiando la flora de América del Sur mediante excursiones que le permitieron conocer especies autóctonas de distintas regiones argentinas que aclimató en Buenos Aires.
Gracias a su interés por brindarle beneficios económicos a la Argentina en el cultivo industrial de la yerba mate logró develar su proceso de germinación.

...tendió jardines sobre todo los espacios libres, hasta a lo largo de las avenidas. Allí donde se encontraba un terreno utilizable, aunque fuera de menos de diez metros de ancho, allí, minucioso como un japonés, aparecía Mr. Thays con sus obreros, a transformarlo en umbría armoniosa. Estaba, literalmente, al acecho de todos los rincones en que fuera posible tender verdores y sembrar corolas entre árboles propicios.
Augusto Bunge (1916)

## Biografía

### Nacimiento y familia
Carlos Thays nació en París el 20 de agosto de 1849 con el nombre de Jules Charles Thays. Era hijo de un tipógrafo belga (que murió cuando él era muy pequeño) y de una joven nacida en Versalles. Fue discípulo del renombrado arquitecto Édouard-François André, del que fue su secretario.
Cuando contaba con 41 años de edad conoció en una kermese a Cora Venturino de 16, proveniente de una familia uruguaya, con la que se casó. Tuvieron dos hijos: Ernestina y Carlos León Thays. En lo sucesivo, cada generación de la descendencia de la familia Thays adoptó la costumbre de llamar con el nombre "Carlos" a su hijo varón.
Carlos León (1894-1962) también estuvo al frente de los paseos porteños entre 1922 y 1946, y fue padre de Carlos Julio Thays quien se destacó en el diseño y ejecución de más de seiscientos parques.
A su vez, el hijo de Carlos Julio, es Carlos Thays, bisnieto entonces del francés, quien es ingeniero agrónomo.

### Actuación profesional
Carlos Thays fue el creador, remodelador o ampliador de 69 plazas y paseos públicos en Buenos Aires y 16 en las provincias de Santa Fe, Córdoba, Mendoza, Tucumán, etc, además de haber realizado importantes obras en Uruguay.

Es el hombre que creó los espacios verdes más importantes de la Argentina -públicos y privados-, aquel sin el cual Buenos Aires no sería Buenos Aires.

Él mismo diseñaba y dirigía las obras; sin equipo, y solía trabajar 20 horas por día.

#### Obras públicas

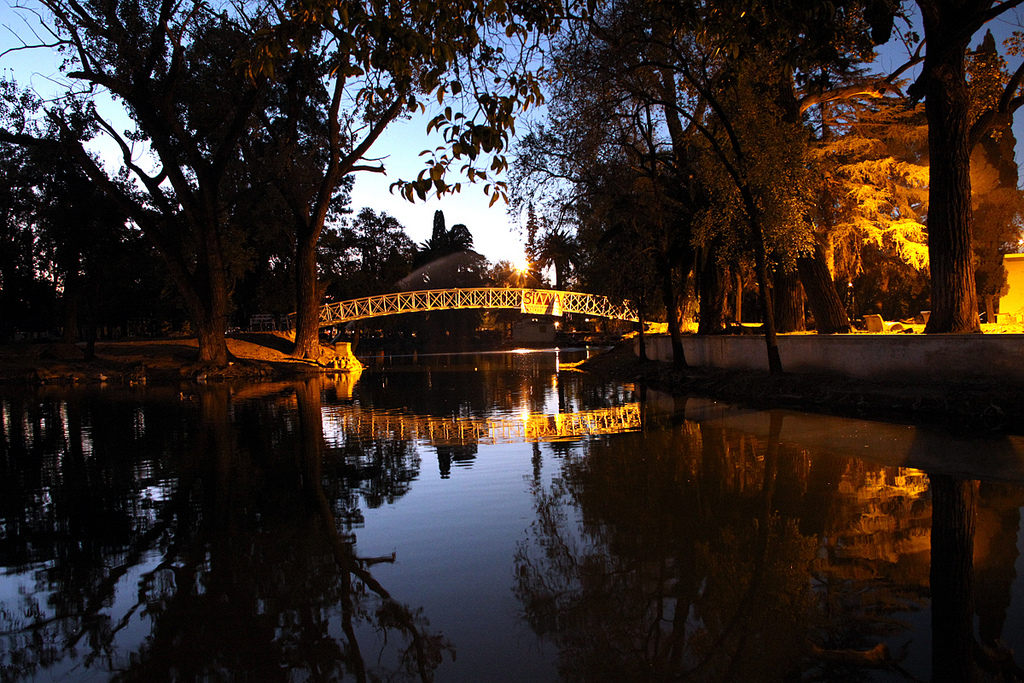
Parque Sarmiento de la ciudad de Córdoba; vista de la isla Crisol al atardecer.

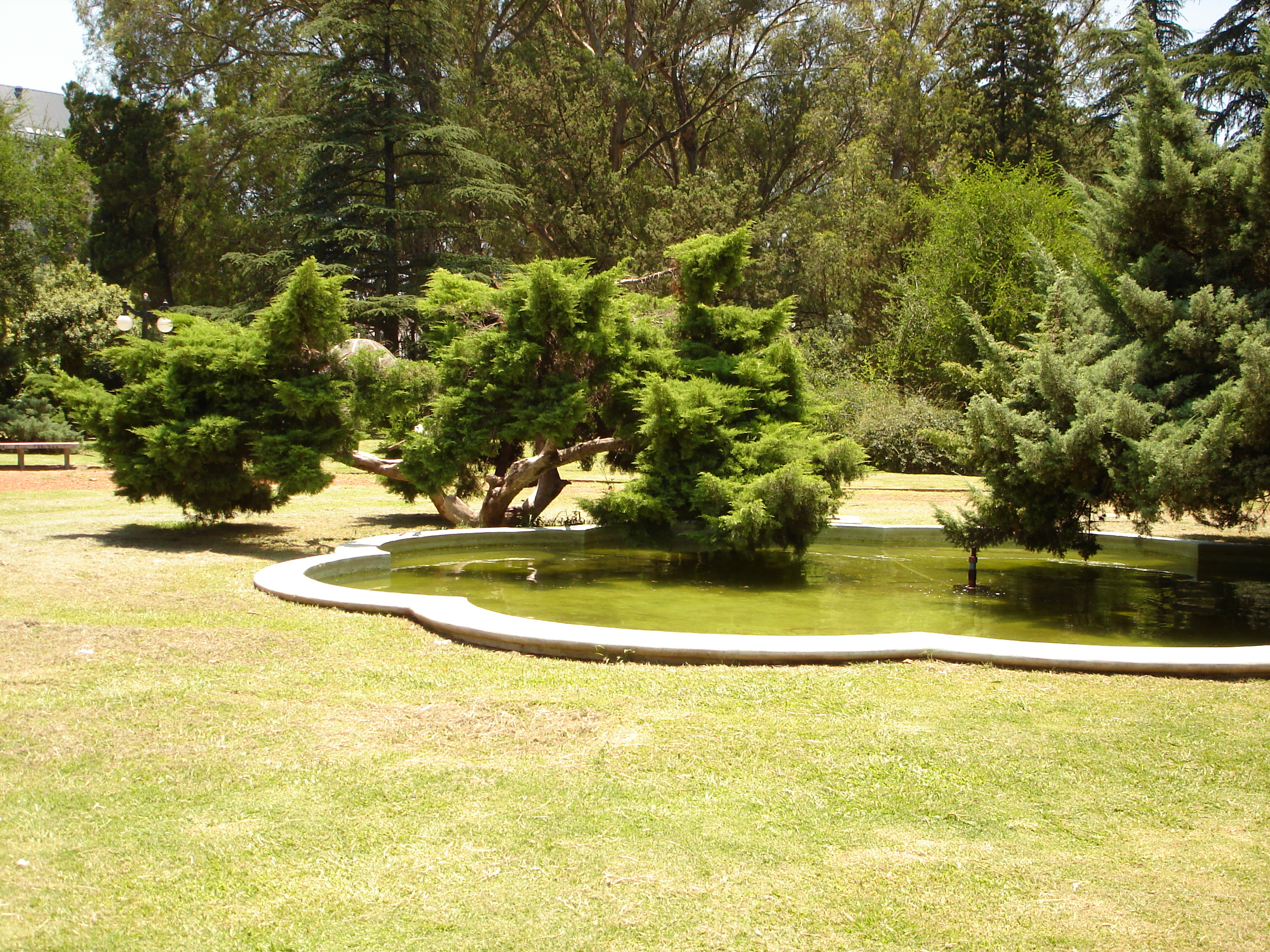
El Parque Sarmiento en la Capital Cordobesa, Vista de sus jardines.

Carlos Thays llegó a Argentina en 1889, contratado por un año luego de que fuese recomendado por su maestro André ante el empresario inmobiliario Miguel Crisol, para el diseño y ejecución de la que fue su primera obra en este país, el magnífico Parque Sarmiento de la ciudad de Córdoba. Al terminar su misión planeaba regresar a su país natal, pero fue demorado en Buenos Aires por el intendente Francisco Bollini, que estaba decidido a nombrarlo director de Parques y Paseos. Como Thays era un hombre de principios decidió aceptar el desafió solo si había un concurso previo, algo que gracias a sus antecedentes ganó por unanimidad a pesar de existir otros seis postulantes. La prensa recibió complacida la noticia:

En el concurso que para optar a este puesto se celebró el domingo en el local de la Intendencia Municipal resultó aceptado por unanimidad el Señor Carlos Thays, distinguido arquitecto paisajista.

En el "informe de acción futura" que formaba parte del trabajo que cada postulante del concurso debió escribir, Thays hacía hincapié en dos conceptos que si bien ya eran conocidos en el país desde hacía un par de décadas atrás, aún no estaban suficientemente consolidados: lo natural y lo higiénico de los espacios verdes:

Los jardines urbanos públicos (...) han sido nombrados Pulmones de las Ciudades y nunca una expresión ha sido mejor aplicada.

Y luego se refería a:

(...) los efectos químicos, climatéricos, higiométricos e higiénicos producidos por los vegetales, y también al de la influencia que ellos pueden ejercer sobre la moral del hombre.

Además adelantaba lo que iba a ser su idea y motivación para la realización de bellos lugares de espacios verdes:

El hombre, sobre todo el que trabaja, necesita distracción y ¿acaso hay alguna cosa más sana, más noble, más verdadera, cuando se sabe apreciarla, que la contemplación de los árboles, de las hermosas flores, cuando son dispuestas con gusto?
El espíritu entonces descansa, las penas se olvidan monentánamente por lo menos, y el aspecto de lo bello, de lo puro, produce un efecto inmediato sobre el corazón.
El hombre vuelve enseguida ora al trabajo, ora en su familia, bajo el imperio de disposiciones más favorables que las que hubiera tenido sin esos momentos de contemplación encantadora.

Desde el momento de su nombramiento participó entonces en la creación, ampliación y remodelación de gran parte de los parques y plazas públicas de todo el país. Solía decir que: 

La felicidad anida más en la nobleza de un bosque que en el lujo sin verde.

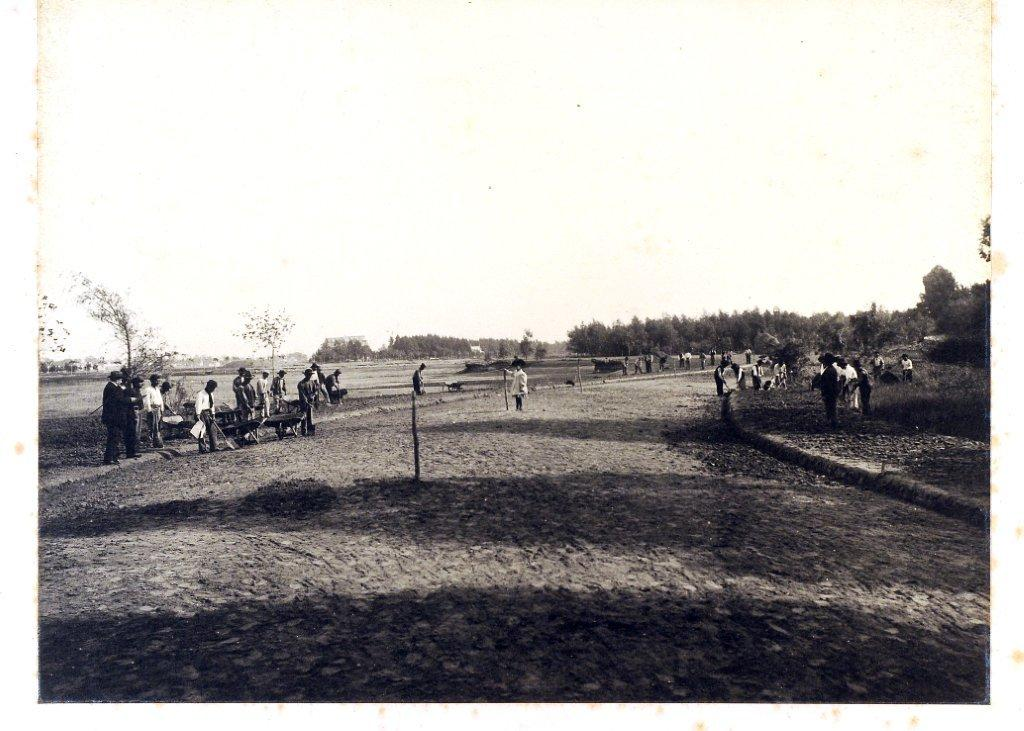
Carlos Thays (a la izquierda) y su familia, en el Parque 3 de Febrero, observando la construcción del camino alrededor del Lago de Regatas.

No obstante sus trabajos en diferentes provincias del interior argentino y en el exterior, sus principales contribuciones se pueden apreciar en la ciudad de Buenos Aires, donde se radicó a partir de su designación como Director de Parques y Paseos a partir de 1891. Se convirtió en el "jardinero mayor" de Buenos Aires. Esta posición le permitió influir en forma importante en el diseño de los espacios verdes de la ciudad, legado que al día de hoy aún se puede apreciar. Hacia fines del siglo XIX la ciudad casi no tenía zonas arboladas ni paseos o plazas, salvo el Parque 3 de Febrero recientemente creado por Domingo Faustino Sarmiento.
Creó el Jardín Botánico el 7 de septiembre de 1898 en Buenos Aires, que fue una de sus principales obras en el país. En su centro se encuentra la casa donde habitó con su familia (1892-1898) y como reconocimiento a su obra hay un monumento a su memoria. En el parque se puede apreciar la flora de las provincias argentinas y de varios países del mundo. En él Thays plasmó los tres tipos de diseño paisajístico: Simétrico, Mixto y Pintoresco y con un típico "espíritu" de la Belle Époque.

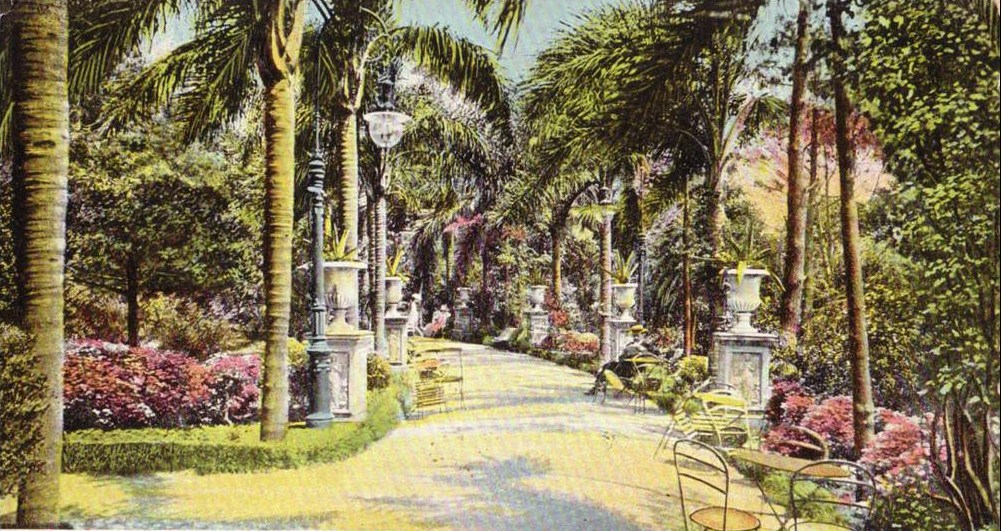
Parque Lezama, vista hacia el año 1900.

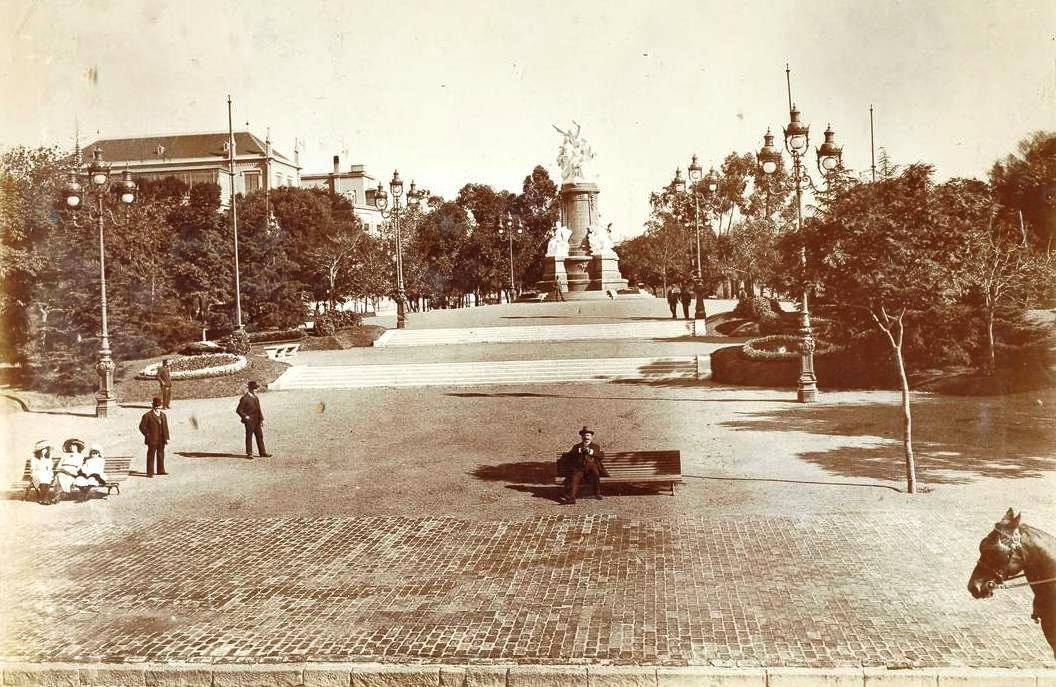
Carlos Thays en 1914, cuando era director de Paseos, posa frente a la Plaza Francia.

Ente 1891 y 1895 la Dirección de Paseos terminó 22 paseos nuevos (hasta ese momento existían 27). Entre los principales parques y plazas que Thays creó, amplió o remodeló como director deben citarse los parques Centenario, Lezama, Patricios, Los Andes, Ameghino, Colón, Chacabuco, Pereyra, Avellaneda, Intendente Alvear, Barrancas de Belgrano y las plazas Constitución, Congreso y de Mayo. No descuidó los paseos de los barrios alejados, destacándose en este sentido los trabajos en las plazas Olivera, Matheu, San Antonio -hoy Díaz Vélez- y de los parques Chacabuco, de los Patricios y Los Andes.
El estilo francés que el paisajista imprimía a sus obras puede apreciarse en muchos de estos casos (aunque en el diseño de sus jardines predominaba el estilo mixto combinación del inglés y el francés), y es una de las razones por las cuales se dice que Buenos Aires recuerda a París en muchos sentidos. Sin embargo supo aprovechar la hermosa floresta autóctona de modo que a él se debe que muchas plazas, parques y calles de Buenos Aires estén arboladas con especies del norte y del nordeste del país, como lapachos, ceibos, palos borrachos, jacarandás, tipas y yuchanes, entre otros.
Los Bosques de Palermo o Parque 3 de Febrero fueron una de las más grandes obras de remodelación encaradas por Thays, ya que cubren una importante extensión de terreno con miles de árboles y flores, un espléndido Rosedal -obra de su discípulo Benito Javier Carrasco- así como varias fuentes y monumentos, constituyéndose aun hoy día en el área verde más característica y tradicional de Buenos Aires. El arquitecto tenía como plan maestro convertir los bosques de Palermo en una suerte de Bois de Boulogne porteño. Entre otros aportes amplió el parque al agregarle una zona de lagos.
Thays desarrolló su obra en Argentina durante una época en la cual el país estaba creciendo fuertemente, producto de las intensas corrientes inmigratorias provenientes de Italia y España así como de una extraordinaria prosperidad económica que le dieron a la Argentina cierta apariencia de "ínsula europea en América del Sur". Se ha dicho que de no haber sido por la insistencia del arquitecto en mantener un elevado nivel en el diseño de plazas y paseos, muchos de los espacios públicos de la ciudad no serían lo que representan hoy. Hasta 1880 las mejoras en calles y plazas habían sido escasas y en general ligadas más a los deseos y proyectos de los vecinos. En esa década la decidida acción del intendente Torcuato de Alvear y su director de paseos el francés Eugene Courtis transformó los paseos porteños del tipo español sin vegetación al verde francés. En 1891 había solo 10000 árboles de alineación que habían sido plantados por Courtois pero esa tendencia se revirtió gracias a la iniciativa de Thays de hacer plantar ese año 21.250 ejemplares (cantidad superada recién en 1925, con el cultivo de 22.000 ejemplares).

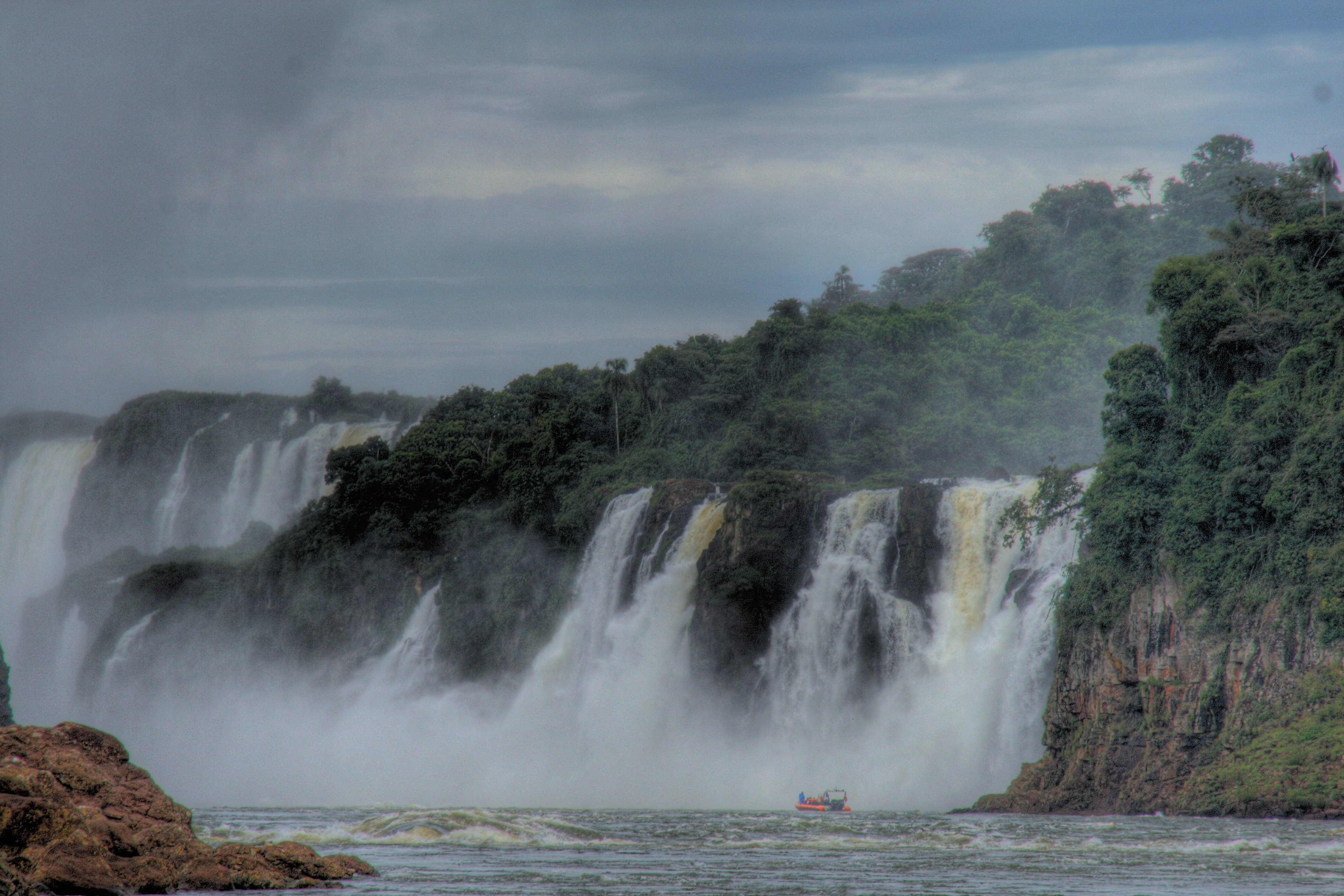
Carlos Thays organizó el primer proyecto de creación del Parque Nacional Iguazú

También trabajó activamente en el proceso que culminó con la creación del Parque Nacional Iguazú, en la Provincia de Misiones. Este Parque Nacional fue planificado con anterioridad a su creación definitiva, que recién tomará forma a partir de 1934 con la creación de la Dirección de Parques Nacionales. El artífice y pionero de este proceso fue Thays, quien realizó el primer proyecto de creación y ordenamiento de un Parque Nacional en el país. Él realizó un prolijo relevamiento sobre los lugares en donde podían colocarse puentes y pasarelas, así como miradores. Los fundamentos de la creación del parque fueron la protección del magnífico marco paisajístico de las Cataratas del Iguazú, junto a la exuberante selva misionera, paranaense o subtropical que las rodea, con sus especies animales y vegetales características.
Además emprendió labores como urbanista proyectando el Barrio Parque, en el año 1912, en Palermo Chico, en Buenos Aires; el barrio de Carrasco, en Montevideo, proyecto de la ciudad-jardín Luro Roca (Partido de San Vicente, Provincia de Buenos Aires) y anteproyecto de Pueblo Chovet, en Santa Fe. En ellos se evidencia su gusto por el uso de las diagonales, amanzanamientos irregulares, zonificaciones y otras premisas del urbanismo pintoresquista que el introdujo en la Argentina.

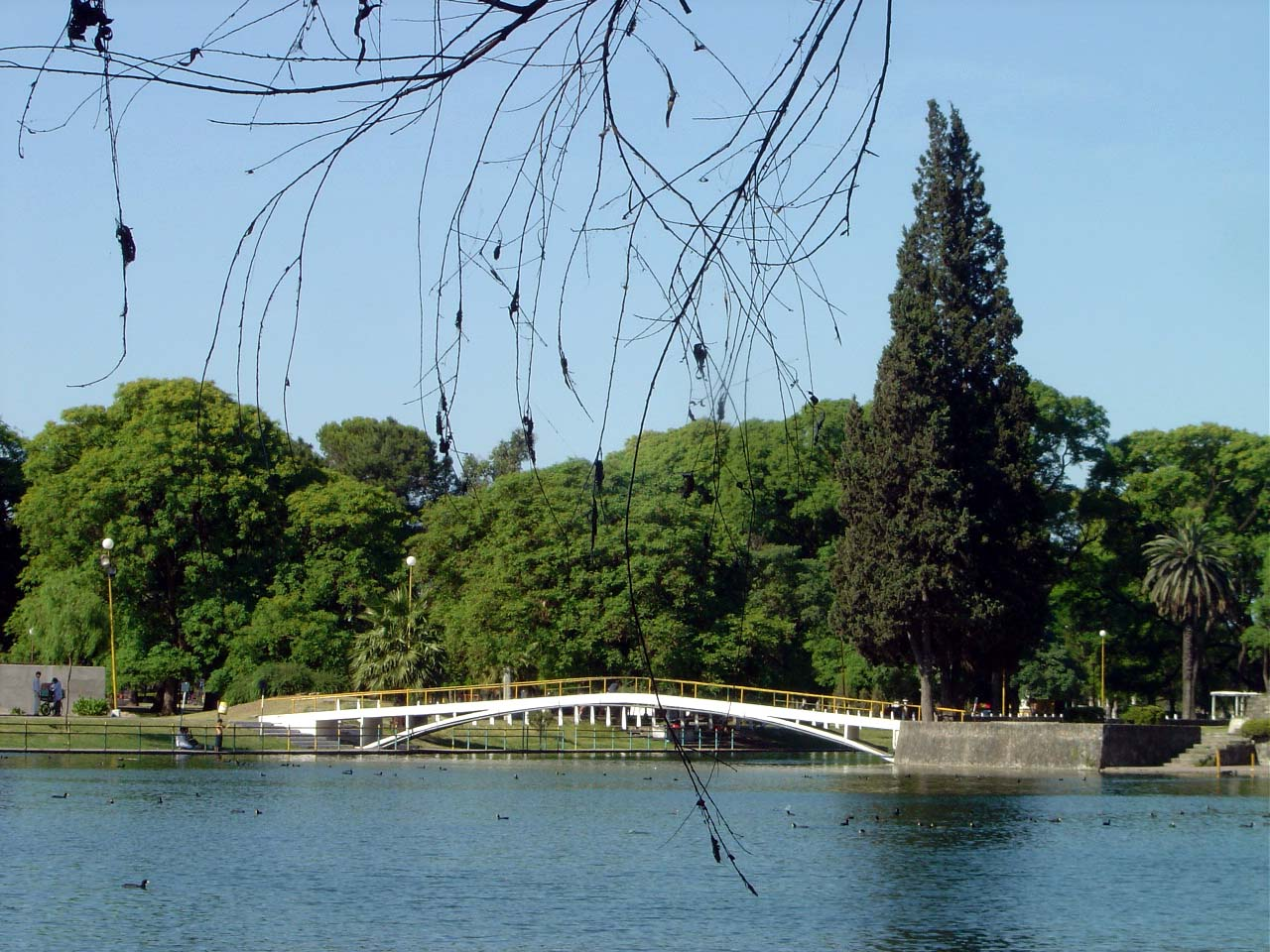
Parque 9 de Julio en Tucumán; diseñado por Thays para los festejos del "Centenario de la Declaración de la Independencia".

Si bien Thays realizó sus principales actividades en Buenos Aires, a través de los años no se privó de encarar varios proyectos cívicos en otras ciudades y lugares de Argentina: entre otros, remodelación del Parque Sarmiento (1889) en la ciudad de Córdoba, remodelación del Parque 20 de Febrero en la ciudad de Salta (1900), creación del Parque 9 de Julio en San Miguel de Tucumán (1908), Parque Independencia en Rosario, Parque General San Martín de la ciudad de Mendoza, Parque Urquiza de la ciudad de Paraná, Parque Sarmiento de la ciudad de Azul (Buenos Aires), la Bella "Plaza 25 de Mayo" de la Ciudad de San Fernando del Valle de Catamarca, el Parque Santa Ana (en donde se observa una armoniosa simetría y diseño con especies arbóreas únicas en Latinoamérica) diseñado para la hija de su compatriota Clodomiro Hileret, dueño del histórico ingenio azucarero tucumano Santa Ana en Tucumán; el Paseo General Paz y Boulevard Marítimo en Mar del Plata (desaparecido en 1938 para la construcción del Casino y el Hotel Provincial), así como el proyecto de una ciudad-anfiteatro (la Mansión de Invierno) en la ciudad de Empedrado en la Provincia de Corrientes.
Su obra articuló la trama urbana de la ciudad, creando un sistema de bulevares y arboledas de calles que junto al embellecimiento de los espacios verdes logró generar una clase de espacio público con funciones recreativas, de contemplación y de paseo; algo que hasta entonces no había sido concebido. Consideraba que los parques no tenían por qué ser exclusivos de las clases altas y contribuyó al espacio colectivo al diseñar áreas para juegos infantiles, gazebos para bandas de música, áreas deportivas y baños de uso público. En los parques de mayor superficie solía incluir caminos curvos, rotondas, lagos, puentes y a veces equipamiento deportivo y sanitario, mientras que para los de menor tamaño prefería utilizar diseños más regulares y simétricos, con excepción del Parque Centenario de Buenos Aires que es totalmente radial y le suma un barrio de viviendas obrera que lo encerraba como un anillo.
La transformación que hizo de Buenos Aires fue tan espectacular que rápidamente se hizo reconocido. La revista Caras y Caretas publicó en su número 169 de diciembre de 1901 una caricatura suya, firmada por José María Cao Luaces, en la que lo llamó el “jardinero de la Nación”.
Fue además el director de tesis del destacado paisajista argentino Benito Javier Carrasco, quien se graduó con dicha tesis en el año 1900. En esta tesis Carrasco evaluaba el escaso desarrollo de los estudios paisajísticos y urbanísticos en el país y daba inicio a su labor por el impulso de los estudios académicos y teóricos sobre la materia.

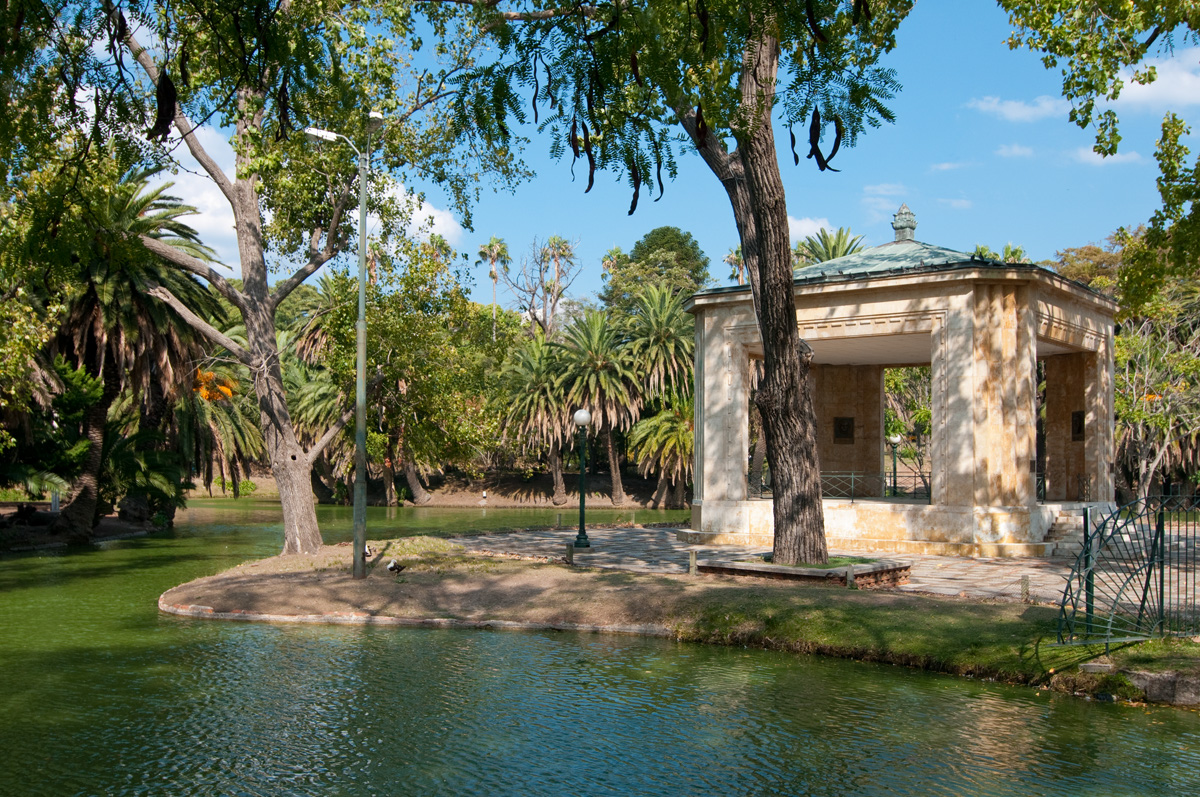
Otra de sus obras: El Parque Rodó; Montevideo (Uruguay).

#### Actuación en Uruguay
Carlos Thays también realizó importantes urbanizaciones con parquización en Uruguay, en donde se destacan el barrio de Carrasco (Montevideo), el Bulevar Artigas, la Plaza Independencia (Montevideo), el Parque Batlle, el Parque José Enrique Rodó, la ornamentación de la Plaza de Cagancha, y los jardines del castillo de Idiarte Borda.
Una plaza del barrio Carrasco lleva el nombre de "Carlos Thays" en su memoria y agradecimiento a su labor.

#### Obras privadas
Carlos Thays, además de su incansable actividad en el sector público, como paisajista sobresalió en la tarea privada. Las élites argentinas apreciaron sus dotes profesionales y lo contrataron.
Esta simbiosis le permitió realizar eximios trabajos en las tierras de la aristocracia de su época creando bellísimos parques particulares, muchos de las cuales están hoy abiertos al público. En general presentaban un mismo patrón de diseño: incorporaba el agua, ya sea en forma de lago, riacho, estanque o fuente y luego agregaba esculturas, pérgolas, o abras para ver campos cercanos. Alrededor de la casa principal el jardín era de estilo francés, rígido y geométrico, mientras que para el resto del parque dejaba que la naturaleza se adentrara con el entorno, buscando un diseño más libre y salvaje.

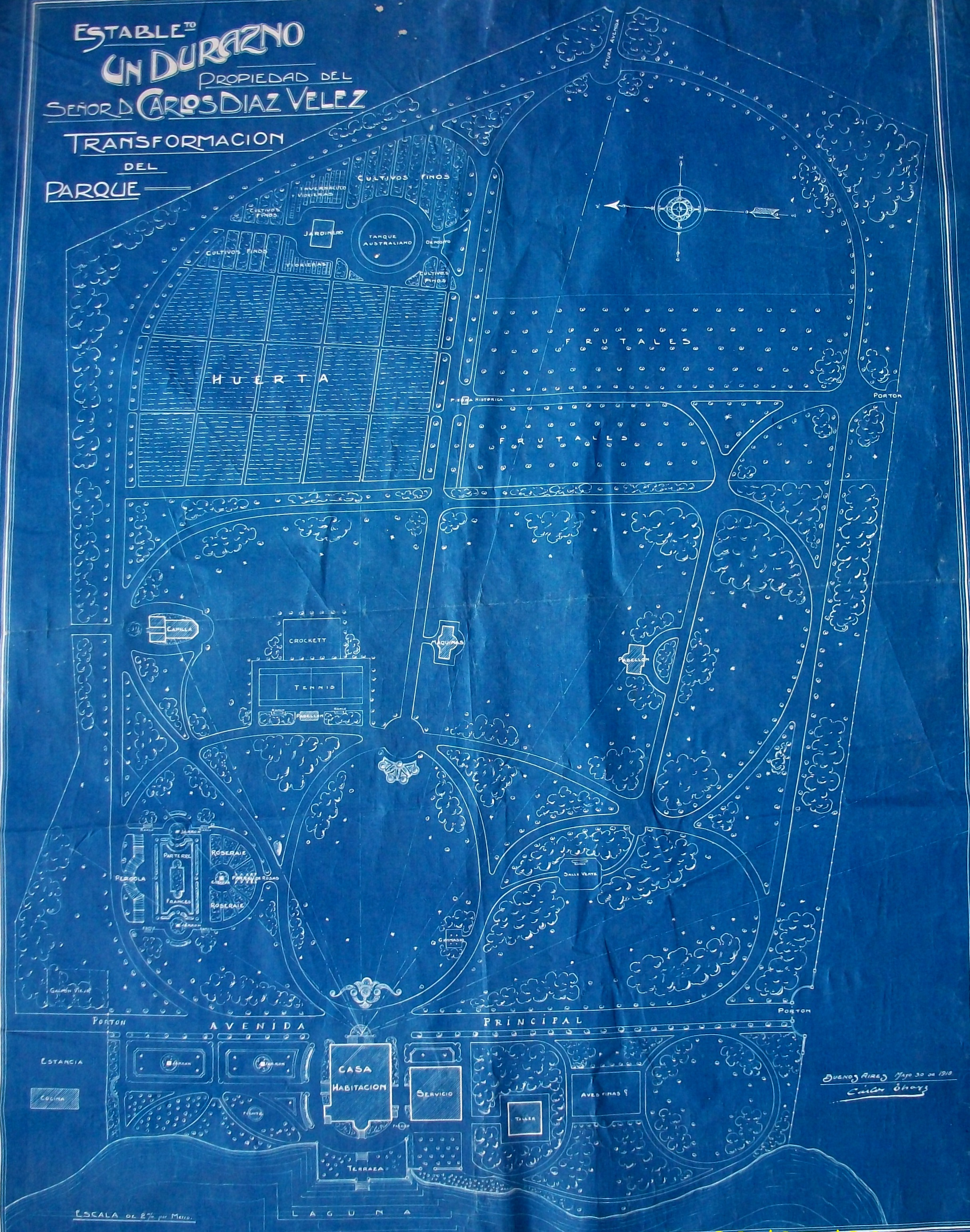
Estancia Un Durazno. Propiedad de don Carlos Díaz Vélez. Transformación del parque.

Entre las numerosas obras privadas en la provincia de Buenos Aires, se destacan las de las estancias: Villa María, de la familia Pereda, en la localidad de Máximo Paz; La Candelaria, de los Piñero, en Lobos (de castillo estilo francés, parquizó 100 hectáreas e introdujo 240 especies como araucarias, palmeras, ombúes, casuarinas y pinos); Un Durazno, de Carlos Díaz Vélez, en Rauch; San Luis, de Mercedes Saavedra Zelaya, en Junín; San Pablo, de los Egaña-Díaz Vélez, en Monte; Dos Talas, de la familia de Pedro Luro, en Dolores; La Porteña, de los Guerrico-Güiraldes, en San Antonio de Areco (aquí sembró eucaliptos, cedros del Líbano, robles y una avenida de acceso con un árbol originario del Mediterráneo, el almez), La Rica, de los López, en Chivilcoy y La Larga y La Argentina, ambas del expresidente Julio Argentino Roca, en Daireaux y San Andrés de Giles respectivamente. A ellas se suman, además, las estancias: La Concepción, en Lobos; La Cautiva, en Coronel Vidal; La Benquerencia, en San Miguel del Monte; San Eliseo, en San Vicente; La Tradición, en Moreno, El Mirador, en Cañuelas y el chalet con parque para la familia Sansinena en General Daniel Cerri, La Postrera, antigua estancia de Felicitas Guerrero en Castelli, ahora de la Familia Cardoso Alemán.
En la provincia de Córdoba, Thays diseñó los parques de los establecimientos: La Paz, también del expresidente Julio Argentino Roca, en Ascochinga, Provincia de Córdoba, el parque del Chateau Carreras al oeste de la ciudad de Córdoba y los jardines del Palacio Ferreyra (1913) en la misma ciudad.
Pero la labor particular del señor jardín no se limitó a los parques y jardines de los ricos sino que tanto trabajó para los estancieros como para los obreros. Estuvo siempre dispuesto a construir plazas, a solicitud de los vecinos que se así se lo pidieran.
Para promover la plantación de árboles tuvo la idea de instaurar, el 11 de septiembre y en conmemoración del fallecimiento de Domingo Faustino Sarmiento, el día del árbol. Era la forma a través de la cual se acercó a todos los vecinos y a los alumnos, en particular, que concurrían a las plazas a plantar árboles.
Junto al Perito Moreno y otras destacadas figuras fundó el 4 de julio de 1912 la Asociación de Boy Scouts Argentinos.

#### Experiencias científicas

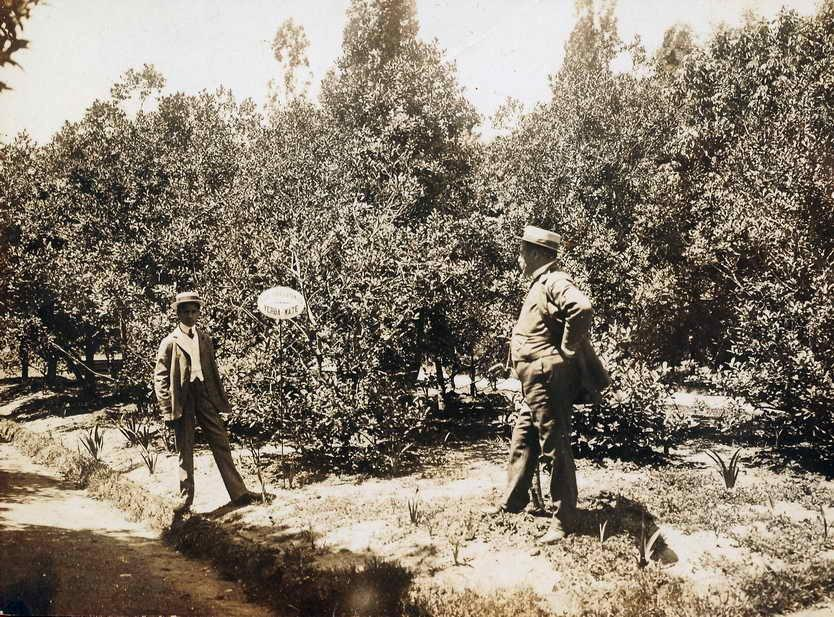
Carlos Thays observando plantas de yerba mate en el Jardín Botánico de Buenos Aires (foto colección Thays).

Carlos Thays fue un estudioso de la flora sudamericana y realizó numerosas excursiones científicas que le sirvieron para conocer especies autóctonas argentinas y aclimatarlas en el Jardín Botánico de Buenos Aires. Sus experiencias las describió en un libro llamado Les Fôrets naturelles de la République Argentine (1913).
Viajes de exploración
Realizó una travesía por el lago Nahuel Huapi y Chile, por Córdoba y San Luis, Entre Ríos y Corrientes, Santa Fe, Chaco y Formosa, provincia de Buenos Aires y Misiones (tal vez la provincia que lo dejó más impactado por su selva, en la cual estudió, fotografió y valoró diversos árboles) y la región noroeste (Salta, Tucumán y Jujuy), donde conoció al árbol de la tipa, árbol al que consideró magnífico, útil e ideal para ciudades no muy frías. Así como con este último árbol, fueron muchos otros los que vio en sus diferentes recorridas y luego fueron introducidos por él en la ciudad de Buenos Aires para adornarla con extensas arboledas, tales como el lapacho, el ceibo, el jacarandá y el palo borracho.
En su viaje por las cataratas del Iguazú se preocupó por el saqueo de la forestación y por la depredación y espíritu de especulación que existirían si las riquezas forestales de esa zona se dejaban al alcance de cualquiera.

#### La producción industrial de la yerba mate

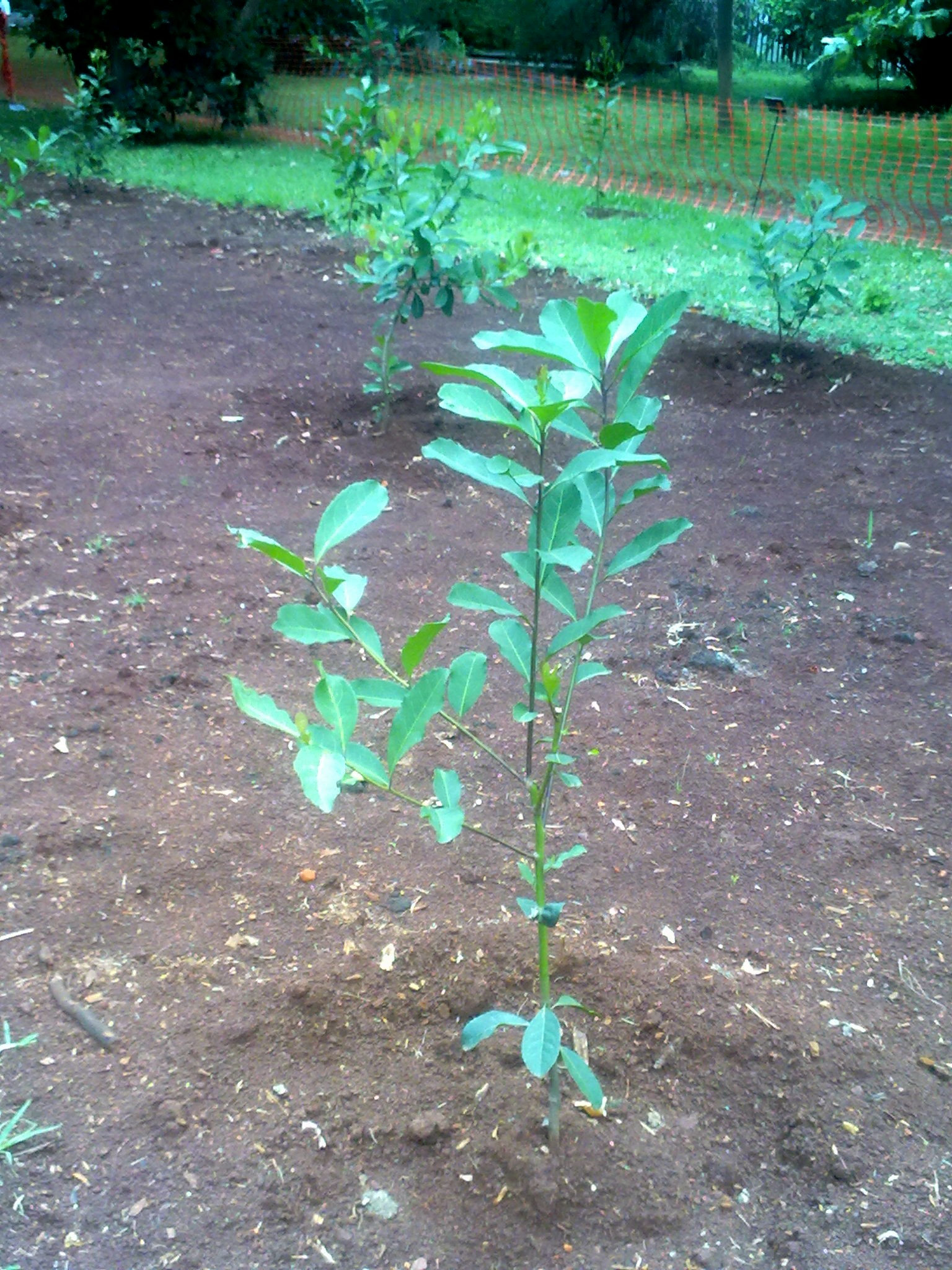
Yerba mate en el Jardín botánico de Buenos Aires, solar en que Carlos Thays ensayó su método para lograr su producción industrial.

A fines del siglo XVIII, luego de la expulsión de los jesuitas, los yerbales de mate (Ilex paraguariensis), se fueron perdiendo como explotación productiva. Su reposición se hizo difícil pues se desconocían los métodos que habían permitido a los jesuitas producir la germinación a escala industrial.
A principios del siglo XX, en Argentina sólo se cosechaba yerba mate silvestre. Ante la necesidad de importar la yerba desde Brasil y Paraguay para satisfacer el consumo interno y la manera en que se arrasaban los yerbales existentes para cosechar sus hojas, Thays investigó los métodos de germinación de las semillas. Esto ya había sido intentado por el naturalista Aimé Bonpland, quien había vivido en la actual provincia de Corrientes, pero sus estudios habían fracasado.
En 1895 recibió las primeras semillas de yerba mate y gajos de plantas. Los gajos no prosperaban pero logró hacer germinar las semillas al someterlas a una prolongada inmersión en agua a elevada temperatura.

(...) hace aproximadamente quince años y después de haber realizado una cierta cantidad de experiencias, utilicé con éxito en el Jardín Botánico el modo bien simple de preparar los granos mediante una inmersión especial cuya receta ha sido publicada. Obtuve así un gran número de ejemplares que se pueden denominar domésticos que producen granos que germinan, aunque un poco lentamente, sin ninguna preparación.

Comenzó así a difundirse su metodología con lo que comenzó la plantación y cultivo de la planta de yerba mate en toda la Mesopotamia, hecho que dio paso a una importante industria.
Su método llegó a publicarse en el Boletín de la Sociedad Nacional de Agricultura del Paraguay. Debido al éxito obtenido, la Dirección de Agricultura y Ganadería de la Nación Argentina confirmó la eficacia del sistema Thays y lo divulgó en la región noreste del país.

#### El Jardín Botánico de Buenos Aires
El Jardín Botánico de Buenos Aires fue el resultado de las investigaciones desarrolladas por Thays sobre las características forestales de nuestro país y a partir de las cuales propuso proyectos para la formación de parques nacionales, con el fin de preservar los conjuntos más valiosos de Argentina.
Fue el 22 de febrero de 1892 que elevó a la Intendencia Municipal, a cargo de Francisco Bollini, un proyecto exponiendo la necesidad de crear un jardín botánico de aclimatación para objetivos científicos, recreativos y paisajísticos, aconsejando hacerlo en el lugar que ocupa actualmente y en el que funcionaban en ese entonces el Departamento Nacional de Agricultura y el Museo Histórico Nacional. Primeramente rellenó el sitio con tierra más fértil de otras regiones. Lo inauguró el 7 de septiembre de 1898. Con el tiempo Thays convirtió al Jardín Botánico en un centro de investigación botánica de relevancia internacional.
Jules Huret, periodista francés en aquella época del diario Le Figaro y del diario La Nación de la Argentina, manifestó:

El Jardín botánico de Buenos Aires, situado en las proximidades de Palermo, es sin duda el más precioso y el más completo de los jardines botánicos del mundo. Si no tiene la belleza suntuosa del de Río de Janeiro, encierra, desde el punto de vista científico, una colección sin igual de árboles de América del Sud.(...)
La sección argentina es una verdadera creación (...) Pero M. Thays no contento de constituir solo una flora local, ha aportado árboles de todas las latitudes, deseando sin duda probar que las plantas como los hombres, se acomodan fácilmente al clima argentino.

#### Escritor y periodista
Carlos Thays también fue escritor y periodista. Fue autor del primer libro argentino sobre paisajismo, dedicado al Jardín Botánico de Buenos Aires y editado en 1910 por la casa de Jacobo Peuser. En él relató la historia del Jardín e hizo un aporte científico al enumerar las colecciones botánicas que allí formó.
En Francia fue redactor de la Revue Horticole durante diez años. Este fue uno de los órganos periodísticos más importantes sobre jardinería en la Europa de los siglos XIX y XX.
En su informe de marzo de 1912 sobre la zona de las Cataratas del Iguazú, elevado al Gobierno Nacional, se encuentran 103 espectaculares fotografías de la expedición que comandó Thays y relató el viaje y su propuesta de crear allí un Parque Nacional. Esto recién se concretó en 1934.
Escribió un texto denominado "Les fôrets naturelles de la République Argentine", escrito para el Congreso Internacional de Bosques de París, en 1913, que describe los bosques y bellezas de la Argentina, en especial de las Cataratas del Iguazú y del lago Nahuel Huapi.
Fue autor de numerosos informes y memorias de trabajos.

### Personalidad

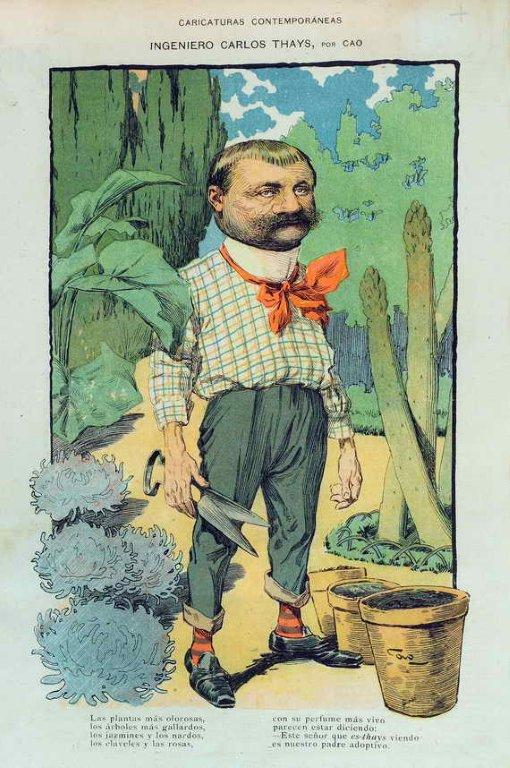
Caricatura de Carlos Thays en la revista Caras y Caretas (Argentina) de 1901.

El amor que Thays tuvo por la uruguaya Cora Venturino le llevó a familiarizarse con el país e integrarse a él.
Comprometido con el país que lo albergó y con la colectividad francesa del mismo, ocupó cargos en muy diversas instituciones: vicepresidente de la Société Philantropique du Río de la Plata, presidente del Club Francais, presidente del Comité des Sociétés Francaises, vicepresidente del Comité del Centenario, Presidente del Comité Patriótico, miembro del Comité de los Aliados, miembro honorario de la Sociedad Rural Argentina, de la Sociedad Central de Arquitectos, de la Sociedad de Horticultura y de la Sociedad Forestal.
Su nieto, que lo conoció solo hasta los ocho años, lo ha descripto como muy alegre, y recordaba que si bien dominaba perfectamente el español no dejaba de entonar canciones de su país natal y en especial La Marsellesa.
El médico, periodista y político francés Georges Clemenceau opinó en 1911

M. Thays es un hombre modesto y sonriente que se esfuerza por demostrar que no ha hecho nada.

Jules Huret dejó testimonio de cuanto se lo quería al afirmar que lo consideraba

...uno de nuestros compatriotas más estimados, M. Thays, el gran Le Nôtre argentino.

M. Thays ha permanecido como buen francés de corazón, pero desea morir en la Argentina, donde es amado y apreciado en su justo valor. Antes de él, el sol reinaba a lo largo de todas las vías públicas; él diseñó todas sus squares, todas sus plazas que plantó con árboles: ha arbolado alrededor de cuatrocientas calles, en una palabra, él ha creado la sombra de Buenos Aires.

Trabajaba ya sea para el estanciero más poderoso como para el vecino más humilde

...si los vecinos de un barrio le pedían una plaza, él se las hacía, si le pedían flores para una fiesta, él se las mandaba en el carro municipal.

### Fallecimiento
Carlos Thays falleció en Buenos Aires, el 31 de enero de 1934.
Una gran multitud, formada en gran parte tanto por estudiantes como obreros, acompañó sus restos al Cementerio de la Chacarita.
El prestigioso arquitecto René Karman lo despidió con estas palabras

Charles Thays, del que no relataré su obra inmensa, nos deja el ejemplo de una vida toda de labor y de acción al servicio de un talento y un gusto iluminados(...) obra (...) plena de ciencia y de saber, es y será para la mayoría una obra de belleza y de arte.
La belleza, creada para la formación de los jardines y los parques de Buenos Aires, constituye el más bello ornamento; todos los habitantes de esta gran ciudad tiene por ello un legítimo orgullo...

## Distinciones y homenajes
Carlos Thays tuvo, a lo largo de los años, diversos reconocimientos:
- 1904 Socio Honorario de la Sociedad Central de Arquitectos.
- 1906 Caballero de la Orden del Mérito Agrícola (Francia).
Comendador de Nichan Iftikar. Túnez.
- 1937 El Jardín Botánico de Buenos Aires recibió su nombre.
- 1998 Se inauguró en Buenos Aires el Parque Thays, de una extensión de 4,5 ha.[20]
- 2009 Muestra al público, "Carlos Thays, un jardinero francés en Buenos Aires" (curadora Sonia Berjman) de planos, fotos y bocetos de los parques que proyectó, en el Centro Cultural Recoleta.[21][22]

## Listado de obras
Las siguientes listas han sido obtenidas del libro Carlos Thays. Un jardinero francés en Buenos Aires. de Sonia Berjman
Obra pública en la Ciudad de Buenos Aires.
(los paseos llevan el nombre con el cual son conocidos actualmente)
| - Avenida Figueroa Alcorta - Avenida García del Río - Bajada de Maipú - Barrancas de Belgrano - Barrio Parque (Palermo Chico) - Jardín Botánico - Parque 3 de Febrero - Parque Ameghino - Parque Avellaneda - Parque Centenario - Parque Chacabuco - Parque Lezama - Parque Los Andes - Parque Patricios - Parque Pereyra - Plaza Colón y Terraza Casa de Gobierno - Paseo Intendente Alvear - Paseo Santa Fe de Thames a Uriarte - Plaza 11 de Septiembre - Plaza 24 de Septiembre - Plaza Almirante Brown - Plaza Balcarce - Plaza Fuerza Aérea Argentina - Plaza Castelli - Plaza Colombia - Plaza Constitución - Plaza de la Bandera - Plaza de Mayo - Plaza del Congreso - Parque España - Plaza Esteban Echeverría - Plaza Eustoquio Díaz Vélez - Plaza Francia - Plaza General Belgrano - Plaza General Güemes - Plaza General Las Heras - Plaza General Pueyrredón | - Plaza General Zapiola - Plaza Italia - Plaza Lavalle - Plaza Matheu - Plaza Provincia de Jujuy - Plaza Noruega - Plaza Olivera - Plaza Primera Junta - Plaza República del Paraguay - Plaza Rodríguez Peña - Plaza San Martín - Plaza Solís - Plaza Virrey Vértiz - Plazoleta Cabo de Patricios O.P. Rodríguez - Plazoleta Cortázar - Plazoleta Paseo de la Recoleta - Plazoleta de las Madres - Plazoleta Dr. Alfredo Rivas - Plazoleta El Resero - Plazoleta Elías Alippi - Plazoleta Enrique Santos Discépolo - Plazoleta Falucho - Plazoleta Federico García Lorca - Plazoleta Luzuriaga - Plazoleta Pellegrini - Plazoleta Pringles - Plazoleta Regimiento 10 de Caballería Húsares de Pueyrredón - Plazoleta Santa María de los Buenos Aires - Plazoleta Scholem Aleijem - Plazoleta Teatro Colón (hoy demolida) - Plazoletas Eduardo Olivera y Gaspar Xuárez - Jardines en los hospitales: vecinal de Flores, Militar, Hospicio de las Mercedes, Pirovano, de Niños, Alvear, del Norte, Clínicas, Morgue de la Facultad de Medicina, Muñiz. - Jardines para el Cuartel del regimiento de Granaderos a Caballo, Casa de Expósitos, Departamento de Policía, Arsenal de Guerra, Sala Cuna Patronato de la Infancia, etc. |

Y otros paseos que ya no existen.
Trabajos públicos en el interior
| - 1889. Parque Crisol, actual Parque Sarmiento, Ciudad de Córdoba. - 1895. Paseo General Urquiza. Paraná. - 1895. Plaza General Mansilla. Paraná. - 1896. Parque del Oeste, actual San Martín. Mendoza. - 1900. Parque 20 de Febrero. Ciudad de Salta. - 1902. Parque de la Independencia. Rosario - 1903. Parque Nacional Iguazú. - 1903. Paseo General Paz y Boulevard Marítimo. Mar del Plata. - 1903. Plaza Colón. Mar del Plata. - 1904. Plaza Principal de Coronel Suárez, provincia de Buenos Aires. | - 1906. Plaza Laprida. Ciudad de San Juan - 1910. Parque Centenario, actual Parque 9 de Julio. Ciudad de Tucumán. - 1910. Plaza 25 de Mayo. Ciudad de Catamarca. - 1910. Parque Centenario. San Luis. - 1911. Plaza Central de Posadas. Misiones. - 1913. Reserva Natural Aconquija. Tucumán. - Sin fechar. Plaza de Tornquist. Provincia de Buenos Aires. |

Otras obras:
- Parque Santa Ana, Ingenio Santa Ana – Tucumán – 1894
- Parque Ingenio Mercedes – Tucumán – 1906
- Club Hotel Sierra de la Ventana – 1909
- Parque Camet Club Mar del Plata – 1909
- Estudios en la zona del Nahuel Huapi - 1910

Jardines de residencias:
| - Alais de Hueyo, M. E. – Av. Carlos Pellegrini, San Fernando – 1916 - Alvear, Carlos M. de - Villa Sans Souci, San Fernando – 1912 - Barreto, Benjamín – Parque San Gerónimo, Barrancas del Bajo – Bs. As. – 1909 - Blaquier, José y Ana L. de Achával - Mar del Plata - Blaquier, Juan L. - Calle Alvear – 1915 - Palacio Bosch - hoy residencia del Embajador de Estados Unidos de América - 1912 - Carreras, David – Chateau Carreras, Córdoba – 1890 - Carreras, Oscar – Calle Almirante Brown y Alvear, Mar del Plata – 1922 - Dermachi – calle Matheu y Aristóbulo del Valle, Mar del Plata – - Díaz Vélez, Eugenio - Palacio Díaz Vélez: calle Tacuarí o Av. Montes de Oca - 1913 - Drago Mitre, Luis - Belgrano – 1913 - Duhau - Calle Don Bosco - Duhau, C. F. de - Av. Alvear y Rodrígez Peña - 1921 - Elía, Nicanor de - Rosario – 1907 - Fernández, Juan A. – 1914 - Ferreyra, Martín - Córdoba – 1918 - Gibson, Isabel B. de – FCCA y calle Pueyrredón, Martínez - 1914 - Lagarde, Justino - Martínez - 1916 - Ledezma, Pedro M. - Calle Entre Ríos, Mar del Plata – 1925 - Madariaga, Carlos - Calle Suipacha 1058 – 1914 - Madariaga, Carlos - Suipacha 647 - ¿1914? - Marco del Pont, Alberto - Calle Venezuela 770 – 1912 | - Mesquita, Marcelino - Meyer Pellegrini Carlos – calle Parera, Bs. As. – 1908 - Mitre , A. A. de - calle del Golf y Las Heras, Mar del Plata – 1910 - Molina Salas, Carlos - La Cumbre – 1923 - Morgan, Guillermo - Estación Ruiz – FCBA – 1918 - Meyer Pellegrini - Av. Alvear y Oro - 1910 - Pedriali, D. J. - Calle Godoy Cruz y Av. Alvear – 1910 - Pinedo, Federico - Glew – 1914/1920 - Plaza, Victorino de la – 1910 - Pradere, Sra. de – Necochea - Saint, Pablo - Isla en el Tigre – 1917 - Santamaría, Antonio - Calle Santa Fe 958 – 1912 - Santamarina, E. - Esquina Montevideo y Vicente López, Bs. As. - Solar, Alberto del - Calle Paraguay – 1915 - Solar, F. de D. del - Quinta Dorrego, San Fernando – 1922 - Torres, Lorenzo - Callao 1950 – 1915 - Udaondo, Guillermo - Morón - 1912. - Valdez, Guillermo - Calle Uriarte 2349 - 1916 - Valverde, Luis – calle San Antonio y Martín Haedo, Olivos – 1920 - Villate, J. J. - Oliden - Buenos Aires – 1919 - Tornquist, Ernesto - Boulevard Marítimo, Mar del Plata – 1904 - Villa Ombúes, ex Tornquist y ex Blaquier, hoy Embajada de Alemania – 1908 |

Parques de estancias:
| - Estancia San Carlos (Castillo Guerrero) - Domselaar 1872/1876 - Charles Viejo - Carlos Guerrero – Madariaga - Dos Talas - Sansinena, Agustina Luro de – Dolores – 1908/1911 - El Chaco –Torquinst, Eduardo – 1917 - El Flamenco - Castex, Jorge - San Antonio de Areco. - El Juncal - Estrugamou, Fernando - Chacabuco – 1912/1917/1918 - El Ojo de Agua – Victorica Roca – 1912 - El Pelado – Atucha – Colón, Prov. de Buenos Aires - El Talar de Pacheco - Pacheco Anchorena, José – 1915 - La Benquerencia – Staudt, Guillermo – Monte - Prov. de Bs. As.: en este parque trabajaron las cuatro generaciones de Thays - La Biznaga – Blaquier, Pedro – Roque Pérez – Prov. de Bs. As.: en este parque trabajaron Thays I, III, IV, Angélica e Isabel Thays - La Brava - Bustamante, José L. - Mar del Plata – 1908 - La Candelaria – Lobos – Piñeiro de Fraga – 1900 - La Carmen – Christophersen, Pedro – Estación Christophersen – 1906 - La Cautiva - Pacheco Anchorena, José - Bs. As. - 1905 - La Dulce – Devoto – Pergamino o Arrecifes - La Larga – Partido de Daireaux – Prov. de Buenos Aires 1909 - La Luna – Barreto, Benjamín M. – 1912 - La Merced – Green, Ricardo - Pergamino o Arrecifes - La Merced – Peña, Julio - 1914 - La Paz - Ascochinga - Córdoba 1901 / La Argentina: La larga paz argentina. Roca, Julio A. – | - La Porteña – Güiraldes, Manuel - San Antonio de Areco – c. 1910 - La Rica - López Saubidet, Manuel – Chivilicoy – - La Ruina – Cabaut, Alberto B. – Moreno – 1920 - La Ventana – Tornquist, Eduardo - Sierra de la Ventana – 1905/1916/1919 - Las Acacias – Olivera, Eduardo – 1899 - Luis Chico - Shaw, Alejandro E. - Verónica – Prov. de Buenos Aires – 1921 - San Alberto - Solar Dorrego, Alberto del – 1920 - San Alberto - Peña Unzué, Alfredo - 1908 - Juan Gerónimo - Barreto, Benjamín y Tornquist, María Luisa de – Magdalena – Punta Indio – 1909 - San Jacinto – Unzué, Saturnino – Mercedes - 1899 - San Juan – Laclau, Narciso – Olavarria – 1918 - San Lorenzo – Gualeguaychú - San Luis – Saavedra Zelaya, Mercedes - Junín - San Pablo - Egaña-Díaz Vélez – San Miguel del Monte - San Ramón – Anchorena, Mercedes Castellanos de – Azul - Santa Ana (Estancia e Ingenio) - Hileret, Clodomiro - Tucumán - 1894 - Santa Catalina - Aldao Unzué, Guillermo C. y Mercedes Guerrero - Santa Clara – Álzaga – 25 de Mayo Estación Comodoro Py – 1902 - Santo Domingo – Lobos - Solís – Partido de San Andrés de Giles – Prov. de Buenos Aires - Un Durazno - Díaz Vélez, Carlos - Rauch - Prov. de Buenos Aires – 1918/19 |

Esta lista se confeccionó recopilando los datos documentales de los planos originales existentes en el Archivo Thays.